# Agua potable y desagües cloacales en el Gran Buenos Aires

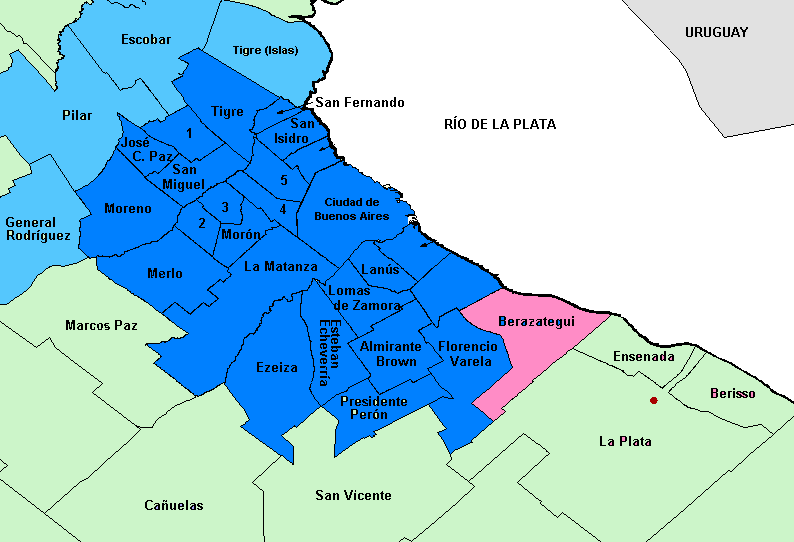
En azul, área servida por Aysa en el Gran Buenos Aires y Capital Federal, en celeste partidos fuera del Gran Buenos Aires servidos por Aysa, a 2016 todo el Gran Buenos Aires es abastecido por Aysa, a excepción de Berazategui que es operado por el mismo municipio.

La prestación de servicios de agua potable y saneamiento en el Gran Buenos Aires - constituido por la Ciudad Autónoma de Buenos Aires y su extensión natural sobre la colindante Provincia de Buenos Aires (Conurbano Bonarense) en 24 partidos (municipios) - está bajo la responsabilidad de una variedad de instituciones públicas y cooperativas, principalmente las empresas Agua y Saneamientos Argentinos (AySA) en 20 partidos, y Aguas Bonaerenses (ABSA) en 6 partidos. Actualmente la cobertura es del 84% de la población, existiendo un déficit de cobertura del 16% (aproximadamente 1.500.000). El índice de cobertura de agua potable de AySA se ubica en torno del promedio de América Latina. En 2015 el ministro de Vido 
incorporó los partidos de Pilar y San Antonio de Areco a AySA prestará sus servicios en Capital Federal y 20 partidos de la provincia de Buenos Aires. En 2016 Los intendentes que avanzaron en dejar ABSA y pasarse a AySA figuran (Escobar), Leonardo Nardini (Malvinas Argentinas), Nicolás Ducoté (Pilar), Julio Pereyra (Florencio Varela), Joaquín de la Torre (San Miguel).
El área de servicio de Obras Sanitarias fue concesionado a la empresa privada Aguas Argentinas entre 1993 y 2006, una concesión no falta de polémica, la empresa no logró cumplir sus obligaciones contractuales, lo provocó la terminación de la concesión por parte del gobierno y su vuelta a capital estatal bajo el nombre de Aguas y Saneamientos Argentinos (AySA).
La cobertura de agua según datos del censo aumentó del 80% al 84% y en desagües cloacales del 47,2% al 53,18%.

## Historia y acontecimientos recientes
Desde 1880 hasta 1993, la empresa nacional Obras Sanitarias de la Nación (OSN) tuvo la responsabilidad por la prestación de los servicios de agua y alcantarillado en el Gran Buenos Aires. A través de la empresa estatal Obras Sanitarias de la Nación, se llevó a cabo un programa de obras, para el período 1947-51. En 1942 unos 6,5 millones de habitantes tenían provisión de agua corriente y 4 millones, servicios cloacales, y en 1955 los beneficiarios se ampliaron a 10 millones y 5,5 millones respectivamente. Bajo el gobierno de Carlos Menem, y como parte de uno de los programas de privatización de servicios públicos del mundo, se inició un proceso de transformación del sector incluyendo la participación del sector privado, la comercialización de empresas públicas y la creación de entes reguladores autónomas al nivel provincial.[cita requerida]
Durante el gobierno de Carlos Menem licitaron obras cloacales, por 400 millones de dólares y, financiación mediante hasta 1000 millones. Con esos fondos se construiría una planta de tratamiento de líquidos cloacales para servir también a los municipios de Tres de Febrero, San Martín, General Sarmiento, Tigre, San Fernando y San Isidro. En marzo de 1989 la obra fue firmada por Juan Carlos Rousselot y el representante de Sidelco Mauricio Macri.  el 1 de marzo de 1989, el contrato era rescindido por diversas irregularidades como la falta de aprobación del Concejo Deliberante, costo de la obra y tarifas excesivamente altas. La ausencia de concurso de ofertas (Mauricio Macri era el único oferente admitido). Estas irregularidades llevaron a que en 1989 Rouselot fuese destituido. ausencia de concurso de ofertas donde Sideco era único oferente admitido. Estas irregularidades llevaron a que en 1999 el contrato fuera rescindido.

### Aguas Argentinas
En 1993 se privatizó, entregándose a la firma francesa SUEZ, que dio origen a la empresa Aguas Argentinas SA. El denominador común de las concesiones fue el incumplimiento de las condiciones pactadas y las sucesivas renegociaciones contractuales, ya sea para aumentar las tarifas o bien para disminuir las obligaciones de inversión.
Todavía las consecuencias de la concesión resultan polémicas, críticos de la concesión resaltan que el concesionario no cumplió con las obligaciones previstas en su contrato. Cuando el gobierno rescindió el contrato en 2006, argumentó que Aguas Argentinas falló en ejecutar sus funciones en cuanto a expansión de cobertura y calidad del servicio. El agua distribuida contenía altos niveles de nitrato y el concesionario no cumplió ni con las normas de presión ni con la construcción de centrales de abastecimiento de agua.
Un factor que puede haber contribuido al término anticipado de la concesión fue su preparación precipitada. Alcázar y otros enumeran características que señalan un proceso urgente:
1. La agencia de regulación ETOSS (Ente Tripartito de Obras de Servicios de Saneamiento) fue fundada en poco tiempo como parte del proceso de participación privada y entonces careció de experiencia.
2. La información disponible en el contrato de concesión fue tan incompleta que el gobierno argentino se negó a asumir la responsabilidad de aquella información. Esto puede haber llevado al concesionario a aceptar en espera de una futura renegociación.[13]
3. En vez de introducir un nuevo y más transparente sistema tarifario, se adoptó el sistema antiguo de OSN.

Además, en la toma de decisiones la agencia de regulación fue circunvalada reiteradamente, por ejemplo cuando el contrato fue renegociado en 1997. De esa manera, ETOSS fue debilitado más. Ese año la comisión legislativa rechazó pedidos de aumentos por el incumplimiento por parte de Suez de los compromisos pactados, informando que podían reducir en 23 millones de pesos sus costos, mediante reducción de honorarios y viáticos de los miembros del directorio, así como en la contratación de agentes externos. Solanes señala que esta práctica impide que el concesionario busque financiamiento en mercados locales para evitar los riesgos de fluctuación de tipos de cambio. La situación además se fue deteriorando con el tiempo.  se priorizaron las acciones de preparación y puesta en marcha de programas de inspección. Las áreas comerciales reflejan mejoras en los sistemas de facturación y recaudación,[cita requerida] actualización de catastros de clientes.
En 2004 las inversiones en infraestructuras no alcanzan un tercio del importe estipulado en el Plan de Mejoras y Expansión, según Solanes, además las necesidades de la población pobre no estaban representadas en el contrato, no se contempló subsidios para los pobres ni la expansión de cobertura fue fomentada, ya que conexiones nuevas no fueron asequible a muchas personas y usuarios nuevos deberían pagar altos costos para la expansión de la infraestructura.
Tras casi una década de concesión el 88.7% de los residuos de las cloacas de Buenos Aires no recibían tratamiento, mezclándose agua potable con agua contaminada por las napas, así mismo se observaba restos de materia fecal en el agua destinada a consumo humano bombeada por la empresa. Así mismo se detectaba niveles alarmantes para la salud humana de Arsénico, en diferentes muestras, se encontró un nivel de nitratos de 1800 ppm (partes por millón). Como parámetro, el Código Alimentario Argentino establece un máximo de 45 ppm. Además, el 53 por ciento de las muestras presentó contaminación con escherichia coli.

De acuerdo con un estudio de diciembre de 2003 del Auditor General de la Nación Argentina, Suez sólo trataba el 12% del total del agua, el resto se vertía al Río de la Plata en la zona de Berazategui. «El incumplimiento de la concesionaria que afecta garantías primarias de los usuarios», evidenciado la falta de inversión y expansión del servicio por parte de Suez, además de un mal manejo que puso en riesgo la salud de población, por el nivel de nitrato".
los servicios se incrementaron en un 88,2%, desde mayo de 1993 hasta enero de 2002. En dicho período, los precios minoristas domésticos lo hicieron sólo en un 7,3%. Asimismo, como consecuencia de la política tarifaria, el incremento de la factura residencial repercutió relativamente más sobre los grupos de menores ingresos. Los usuarios que pagan la factura mínima sufrieron un incremento del 177%.

### Agua y Saneamientos Argentinos (AySA)

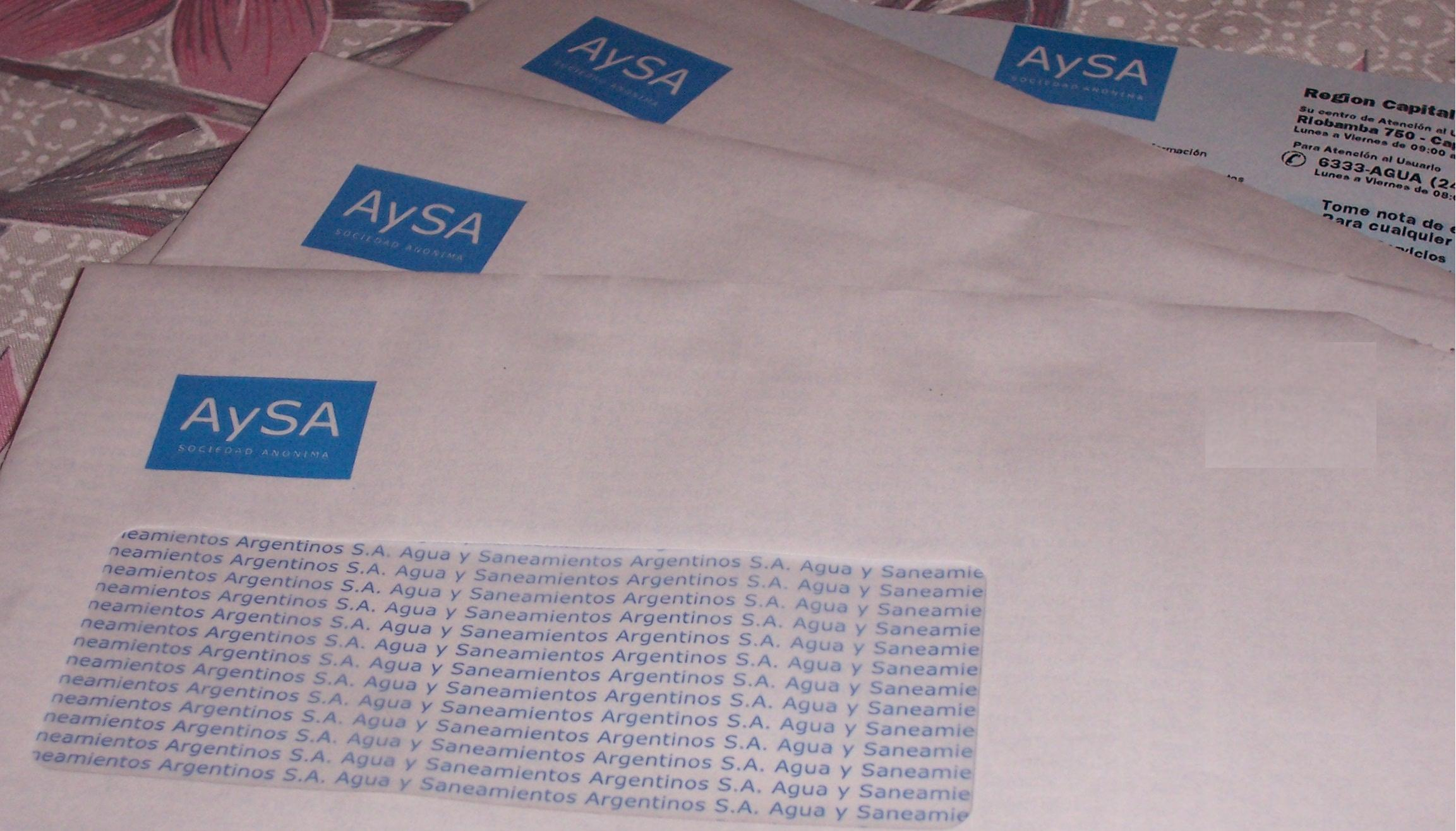
Facturas de Aguas y Saneamientos Argentinos.

El “modelo de gestión participativo”, implementado entre el Estado, los Municipios y Aguas Argentinas, que benefició con conexiones domiciliarias de agua potable a unos 100.000 habitantes de vecindarios pobres y barrios marginales del gran Buenos Aires, entre los años 2003 y 2005.
La concesión de la Provincia de Buenos Aires cayó antes de la crisis de 2001. En el caso del área metropolitana de Buenos Aires se creó por ley una empresa bajo la forma de sociedad anónima, de propiedad mayoritaria del Estado Nacional, llamada Agua y Saneamientos Argentinos, la que se hizo cargo de la prestación de los servicios en 2006.
Con la vuelta de la prestación de algunos servicios a manos del Estado se logró conservar las agencias reguladoras. En el caso del área metropolitana de Buenos Aires se crearon por ley dos agencias, una a cargo de la planificación y otra a cargo del control de los servicios. Si bien su creación por ley representó una jerarquización respecto a la situación anterior, dicha norma no alcanza a delinear adecuadamente los roles entre el Estado y las agencias, las que a su vez han perdido autonomía. Por otra parte buena parte del personal capacitado fue absorbido por la empresa.
Durante la gestión estatal también se puso en marcha el plan Agua + Trabajo como parte de un programa para ampliar los servicios e agua potable en La Matanza, provincia de Buenos Aires, mediante el proyecto “Agua más trabajo”, basado en la participación de pequeñas cooperativas de trabajadores locales para la ejecución de las obras. Hasta el junio de 2007 se invirtieron $101m para el beneficio de 741.000 habitantes. Este programa, ejecutado por el Ente Nacional de Obras Hídricas de Saneamiento (ENOHSA).

### Plan Director de Saneamiento
El Plan Director de Saneamiento de AySA prevé alcanzar el 100% de cobertura de agua potable (80% en 2007) el 80% de cobertura del sistema de alcantarillado (60% en 2007) en 2011, así como la mejora ambiental. El Plan prevé inversiones de 17.645 millones de pesos (aproximadamente US$ 5.500 millones, o más de US$ 400 millones por ano). La mayoría de los habitantes a incorporar en la prestación de servicios pertenecen a sectores pobres del conurbano bonarense. El Plan incluye la construcción de grandes conductos en las márgenes de los ríos (Río de la Plata y Riachuelo), destinados a recoger los efluentes que llegan a través de los conductos de alcantarillado sanitario y pluvial. Estos efluentes serán concentrados en dos puntos desde los cuales se inyectarán al Río de la Plata mediante emisarios de 5 km de longitud más 2 km de difusores. Así se espera mejorar la calidad de las aguas costeras, inyectando los efluentes a mayor distancia de la costa respecto a la situación actual. Esta estrategia se basa en la dilución como método de tratamiento, aprovechando el gran caudal del Río de la Plata (del orden de los 22.000 m³/s promedio) y su alto contenido de oxígeno disuelto (8 mg/L), dejando para una etapa posterior la resolución de la contaminación con metales pesados, hidrocarburos y otras sustancias no diluibles. 
Recientemente se inició el proceso de licitación para la construcción de las obras principales del plan. Una de las obras más importantes del Plan es la planta depuradora Berazategui que dará tratamiento a las aguas residuales de 3 millones de habitantes.
A partir de la recuperación, AySA llevó el suministro de agua potable a 2 millones de habitantes y el servicio de cloacas a 1 millón y medio de ciudadanos, en el marco del plan de la empresa que incluye llegar al 100% de alcance del servicio de agua potable y de cloacas en el año 2015 y 2018, respectivamente.
En los primeros siete años tras su creación, Agua y Saneamientos Argentinos (AySA) invirtió 11.560 millones de pesos en el mantenimiento y en la expansión de los servicios al público en general. Estos servicios incluyeron la instalación de 302.645 conexiones de agua y 221.130 conexiones de cloacas en el período 2006-2012. La empresa también inauguró el primer módulo de la planta potabilizadora Juan Manuel de Rosas en Tigre, sobre el Río Paraná, y la Depuradora de Líquidos de cloaca del Bicentenario, en Berazategui. Ambas obras demandan una inversión de 3.300 millones de pesos, permitirán ampliar los servicios de agua a otros 2.000.000 de personas y tratar los líquidos cloacales producidos por 4.000.000 de habitantes, respectivamente. Las obras de ampliación de las plantas depuradoras El Jagüel, Norte y Sudoeste, que en conjunto sumarán 750.000 personas más a los servicios de desagües de cloaca.
De las empresas estatizadas en el periodo 2003-2013, AySA es la que presenta con más claridad el aumento en la calidad del servicio brindado con relación a la anterior gestión privada. La gestión estatal también ocasionó un cambio radical en el nivel de inversión en nuevas obras y renovación de instalaciones. Aunque la multinacional Suez sostenía que con el precio de las tarifas no podía realizar las inversiones a las que estaba comprometida por contrato, el Estado nacional pudo hacerlo sin aumentar las tarifas al consumidor final. Quedó demostrado, de esta forma, que la privatización no es adecuada para solucionar la problemática social de los servicios.
Desde 2003 fueron incorporadas 9 millones de personas al servicio de agua potable, construyéndose a través de AYsa la Planta Potabilizadora Juan Manuel de Rosas en Tigre, la Depuradora del Bicentenario en Berazategui, el Emisario Submarino de Mar de Plata y plantas de tratamiento en San Juan, Tucumán, La Rioja, Jujuy, Córdoba, Gran Resistencia, Formosa, Santiago del Estero, Neuquén y Buenos Aires.
 hasta 2013 la empresa estatas llevaba invertidos 11.500 millones de pesos en ampliaciones y mantenimiento de los sistemas.
El gobierno ha adoptado un programa para ampliar los servicios e agua potable en La Matanza, provincia de Buenos Aires, mediante el proyecto “Agua más trabajo”, basado en la participación de pequeñas cooperativas de trabajadores locales para la ejecución de las obras para Aguas Argentinas. Hasta el junio de 2007 se invirtieron $101m para el beneficio de 741.000 habitantes.
En 2007 fue inaugurada la Planta Hurlingham se encuentra ubicada el Camino del Buen Aire y la calle Gorriti, en el partido de Hurlingham, Provincia de Buenos Aires, sobre un predio de 35 hectáreas, que cuenta con una capacidad de tratamiento para 135.000 habitantes.
En el año 2013 empezó a construirse la planta potablizadora Del Bicentenario, en el Partido de Berazategui, en el Gran Buenos Aires, que se estima beneficiará a unos 4 millones de habitantes. Con una inversión de 482 millones de pesos y el empleo de 400 trabajadores directos, la obra se destina a mejorar la calidad de las aguas de la Ciudad de Buenos Aires y del conurbano bonaerense, aportando mayor flexibilidad al sistema de saneamiento existente y continuando con la expansión de la red de desagües de cloacas.
En 2013 fue inaugurada la Planta Sudoeste II está ubicada en la localidad de Aldo Bonzi, que puede tratar un caudal medio de 78.000 m3/día, representado el servicio para una población equivalente de 300.000 habitantes.
En 2014 se terminó, en el marco del Plan de Saneamiento Integral del Ricahuelo, una de las mayores obras de infraestructura Hidríca de América Latina, incorporando 1.500.000 personas a la red de agua potabilizada y 895.000 personas fueron incorporadas a la red de saneamiento de cloacas.
Gracias a las fuertes inversiones desde su nacionalzación durante la gestión de Férnandez de Kirchner la Argentina logró alcanzar un 96 % de cobertura en agua potable, constituyéndose con Uruguay en los países líderes en toda América Latina y el Caribe, mientras que América Latina tiene un 91 % de acceso a agua segura. En cuanto a la expansión de servicios efectuada por Aysa, más de $16.000 millones invertidos; más de 600 obras ejecutadas; más de 2.500.000 usuarios incorporados al servicio de agua potable y 1.800.000 al de cloacas entre 2006-2013".
Respecto a la productividad laboral, la estatal AySA tenía 1,5 empleados por 1000 conexiones en 2008. Este nivel indica una productividad laboral más alta que en muchas empresas de agua en otros países de América Latina, similar al nivel alcanzado en Chile. En 2016 ocho municipios del gran Buenos Aires con casi 4 millones de habitantes de las zonas norte, oeste y parte del sur del Conurbano (José C. Paz, Moreno, Merlo, Malvinas Argentinas, Florencio Varela, San Miguel, Presidente Perón y la ciudad de Belén de Escobar) hicieron el traspaso de todas las cuentas a la estatal nacional Aysa. llegando a 15 millones de usuarios.

## Acceso
En el área de servicio de AySA se estima que 86.3% de la población tiene acceso a agua potable por red y 67% al sistema de alcantarillado. La empresa tiene 2,88 millones de usuarios registrados, incluyendo 0,57 millones de usuarios de agua sin conexión al sistema de cloacas.

## Infraestructura
El abastecimiento de agua se realiza a partir de agua superficial proveniente principalmente del Río de la Plata y, en proporción inferior, mediante agua subterránea del Acuífero Puelche. La potabilización del agua superficial para el área de servicio de AySA se realiza principalmente a través de las plantas General Belgrano (capacidad de producción 1,6 millones m³ por día), situada al sur del Gran Buenos Aires, y en la  Planta San Martín (capacidad de producción 3,1 millones m³ por día), situada en la capital. La Planta San Martín es una de las plantas potabilizadoras más grandes del mundo.
El agua se distribuye a través de una red de 16.675 km. Las aguas servidas se colectan en una red de 9.722 km con 90 estaciones de bombeo. La depuración de los efluentes cloacales se realiza en cuatro plantas depuradoras: el establecimiento Sudoeste que descarga al Río Matanza, la planta Norte descargando al Río Reconquista, El Jagüel y Barrio Uno, descargando en un afluente del Río Matanza. Solamente menos del 9% de las aguas servidas colectadas por AySA en 2007 recibieron tratamiento (2.8 m³/s de 32 m³/s). En 2014 fue inaugurado por la empresa estatal Aysa y la presidenta Fernández de Kirchner la planta depuradora de la compañía estatal en Berazategui, su capacidad de procesamiento es de 33,5 metros cúbicos por segundo, y mayor al caudal del Río Mendoza que es de 28 m³ por segundo demandó una inversión de $786 millones, y consta de un complejo sistema con más de 1000 bombas en funcionamiento que permite mejorar la calidad de las aguas costas del conurbano bonaerense sur junto con la construcción dos plantas depuradoras de líquidos cloacales en Fiorito y en Lanús; y se han inaugurado ampliaciones en las plantas depuradoras de líquidos cloacales Norte, Sudoeste y El Jagüel.
La empresa ABSA opera una toma de agua sobre el Río de la Plata en Punta Lara en el sur del Gran Buenos Aires para el abastecimiento de La Plata y otras localidades vecinas.

## Calidad del servicio
Agua potable: el servicio es continuo y el agua es de calidad potable en el Gran Buenos Aires. La dotación promedio de agua en 2007 era 619 L/habitante/día, una dotación mucho más alta que en otros países de América Latina o en Europa. En 2007 99,3% de las muestras en la red de AySA cumplieron con los parámetros bacteriológicos y el límite de cloro residual. Según AySA eso asegura la calidad bacteriológica del agua entregada. para 2010 el 99.73% de las muestras cumplieron los parámetros. A 2012 En el 64% de los usuarios recibieron agua con una presión de más de 10 metros de columna de agua.  La empresa estatal trata afluentes cloacales de más de 7 millones de personas de la Ciudad de Buenos Aires y de 17 partidos del conurbano bonaerense que son transportados a través de una red de 10 000 kilómetros de longitud impulsados mediante 120 estaciones de bombeo. La nueva infraestructura beneficiará a más de cuatro millones de habitantes del conurbano bonaerense, a través la Planta Depuradora de Líquidos Cloacales "Del Bicentenario".
Pérdidas Las pérdidas reales y aparentes (agua no contabilizada) en la red de AySA estuvieron de 37% en marzo de 2008, ligeramente mejor del promedio de empresas de agua en América Latina (40%), pero peor que los niveles alcanzados en Europa.
Aguas residuales: Durante la gestión de Cristina Fernández comenzó la construcción de potabilizadora en Tigre es una de las obras más importantes de los últimos cincuenta años. Esta planta cubrirá la demanda actual de agua potable y la que se produzca a raíz del crecimiento poblacional, en los partidos de Tigre, San Fernando, San Isidro, Vicente López y San Martín. En total, beneficia a 2 millones de habitantes, y contó con una inversión de 2800 millones de pesos del Gobierno nacional.

## Responsabilidad para el abastecimiento de agua y el sistema de alcantarillado

### Políticas y regulación
La definición de políticas en el sector de agua y saneamiento en el Gran Buenos Aires está a cargo del Gobierno de la Nación, en el caso de la Capital Federal, y del Gobierno de la Provincia de Buenos Aires para el Conurbano Bonarense, ambos cuentan con sus respectivas entes reguladores, aunque éstos suelen tener una capacidad limitada y responsabilidades institucionales no bien definidas. En el caso del área metropolitana de Buenos Aires existen dos agencias, una a cargo de la planificación y otra a cargo del control de los servicios.[cita requerida]
En el ámbito nacional, a pesar de los avances recientes en cuanto a una definición más clara de las responsabilidades, [cita requerida]La Subsecretaría de Recursos Hídricos, a través de la Secretaría de Obras Públicas, propone las políticas del sector ante el Ministerio de Planificación Federal, Inversión Pública y Servicios, encargado de aprobarlas. Dentro de este marco político, el Ente Nacional de Obras Hídricas de Saneamiento (ENOHSA), una entidad descentralizada dependiente de la Subsecretaría de Recursos Hídricos, proporciona financiamiento y asistencia técnica a los proveedores de servicio. Por otra parte asesora a la Secretaría de Obras Públicas, influyendo de hecho en la política sectorial. Recientemente se le ha otorgado al ENOHSA la facultad de ejecutar directamente obras de infraestructura.

### Prestación de los servicios
La prestación de los servicios de agua potable y saneamiento se realiza a través de las instituciones y mecanismos siguientes:
- Agua y Saneamientos Argentinos S.A. (AySA) que presta servicios en el GBA: ciudad de Buenos Aires y 17 partidos del primer cordón del conurbano con una superficie de 1.752 km² y una población de 9,4 millones, o más de 80% de la población del Gran Buenos Aires.[56] AySA fue creada en marzo de 2006. El 90 por ciento del paquete accionario de AySA corresponde al Estado federal; mientras que el 10 por ciento restante pertenece a los trabajadores.

- Municipios en 6 partidos, incluso 5 del oeste de Buenos Aires (Partido de Malvinas Argentinas, Partido de José C. Paz, Partido de San Miguel, Partido de Moreno y Partido de Merlo) con 1,8 millones de habitantes en 2001, y uno del Sur (Partido de Berazategui) con 320.000 habitantes.

- Aguas Bonaerenses S.A. (ABSA) presta servicios a más de tres millones de personas en 80 localidades pertenecientes a 62 partidos de la provincia de Buenos Aires, en un territorio de 150.000 km². ABSA fue creado en marzo de 2002. Desde julio de 2006 sumó el área de concesión de la anterior Aguas del Gran Buenos Aires (AGBA). ABSA emplea 1670 trabajadores entre profesionales, técnicos y operarios. El 90 por ciento del paquete accionario de ABSA corresponde al Estado provincial; mientras que el 10 por ciento restante pertenece a los trabajadores, nucleados a través del Sindicato de Obras Sanitarias de la Provincia de Buenos Aires.[57]

- Alrededor de 200 pequeños operadores al nivel de barrios (p.ej. administraciones consorciales y cooperativas) en el conurbano. Las cooperativas típicamente prestan servicios múltiples, incluso la venta de electricidad, manejo de desechos sólidos, negocios de venta de productos de consumo y otros.[cita requerida]

## Aspectos financieros y económicos

### Tarifas
Métodos de tarifación: existen dos métodos de tarificación en el área de servicio de Aysa:
- El primero se basa en el sistema anterior de OSN. Estima el consumo del usuario sobre la base de las características de su propiedad, como por ejemplo el tamaño del predio, el tipo de vivienda y la zona donde está emplazada. Este método está aplicado a la gran mayoría de los usuarios domiciliarios en la Argentina.
- El segundo modelo contiene una parte fija y otra variable que se basa en el consumo real, que se mide a través de medidores. Este último método fue facilitado por la introducción de medidores en algunas áreas como parte de los contratos de concesiones de los años 90. Se aplica principalmente a los usuarios no-domiciliares.

Niveles tarifarios: para los usuarios de AySA la tarifa en 2008 era de 0,33 $ / m³ para el agua y 0,33 $ / m³ para el alcantarillado, por un total de 0,66 $ / m³ (US$ 0,2/m³), basado en un consumo estimado de aproximadamente 40 m³ por mes para consumidores no medidos (cuota fija). Consumidores medidos pagan una tarifa en dos partes, un cargo fijo que corresponde a 50% de la cuota fija con un consumo de 10 m³ por mes incluido (base libre) más una parte que corresponde al volumen del agua consumido. Las tarifas no han sido aumentados entre 2002 y 2011. Para reducir los subsidios pagados a AySA las tarifas fueron doblados en 2011 a 1,22 $ / m³.
Accesibilidad de tarifas Aysa tiene un Programa de Tarifa Social para aquellos usuarios residenciales de bajos recursos que no se encuentran en condiciones de afrontar el pago de la factura, consisitendo en el otorgamiento de un subsidio anual renovable. Los interesados deben presentar una solicitud en su municipio. Estos se encargan de seleccionar a los beneficiarios y enviar los listados al Ente Regulador y su Comisión de Usuarios para su aprobación. En 2007 119.000 usuarios (4% del total) beneficían de esta tarifa social. Se destinan para este fin 4 millones de pesos anuales (US$ 1,3 millón).

### Recuperación de costos
Los proveedores de servicio escasamente recuperan sus costos de operación y mantenimiento, careciendo de la capacidad de financiar la infraestructura. 
Los gastos operativos de AySA estuvieron 124% del total facturado en marzo de 2008. Eso significa que AySA no solamente tiene ninguna capacidad de autofinanciamiento de sus inversiones, pero depende en un alto grado sobre subsidios para cubrir sus gastos operativos.[cita requerida]

### Inversiones
En el gran Buenos Aires la empresa estatal (OSN) había invertido US$ 25 millones por año en sus 10 últimos años, Aguas Argentinas SA aumentó la inversión anual promedio a US$ 200 millones por año entre 1993 y 2000. La empresa pública AySA invirtió 215 millones Pesos (US$ 65 millones) en 2007,

### Financiación
El Gobierno Federal está financiando todas las inversiones de AySA, entre otros a través de programas del Ente Nacional de Obras Hídricas de Saneamiento (ENOHSA) como el Plan Agua + Trabajo. El Gobierno Provincial y el Gobierno Nacional están financiando obras en los Partidos del Gran Buenos Aires fuera del área de responsabilidad de AySA.

## Cooperación externa
Los dos entes de cooperación y de financiamiento externo más importantes para agua y saneamiento en el Gran Buenos Aires actualmente son el Banco Interamericano de Desarrollo y el Banco Mundial.

### Banco Interamericano de Desarrollo
- AR-L1080 : Programa de Agua y Saneamiento del Área Metropolitana de Buenos Aires

Este préstamo por 200 millones de dólares, aprobado el 5 de noviembre de 2008, busca contribuir a: i) el mejoramiento y expansión de la infraestructura de agua potable y saneamiento en el área metropolitana de la Ciudad de Buenos Aires y en el conurbano bonaerense, y ii) el fortalecimiento operacional e institucional de la empresa Agua y Saneamientos Argentinos,[cita requerida] S.A.

### Banco Mundial
- Proyecto de Desarrollo de la Inversión Sostenible en Infraestructura en la Provincia de Buenos Aires (APL1 y 2)

Este programa incluye una serie de dos préstamos, llamados APL1 y APL2 según acrónimo en inglés. El primero préstamo por 267 millones de dólares, aprobado el 15 de febrero de 2006, financiará los servicios de infraestructura de alcantarillado (30%) y de protección contra inundaciones (5%) en comunidades altamente vulnerables y de bajos ingresos de la Provincia de Buenos Aires. El segundo préstamo por 270 millones de dólares, aprobado el 28 de junio de 2007, financiará sistemas de alcantarillado (40%) e iniciativas de protección contra inundaciones (16%). El programa está ejecutado por el gobierno de la Provincia de Buenos Aires.
- Prevención de Inundaciones Urbanas y Drenaje (APL1 y 2)

Este programa incluye una serie de dos préstamos, llamados APL1 y APL2 según sus siglos en inglés. El primero préstamo por 130 millones de dólares aprobado el 5 de abril de 2005, financia la protección contra inundaciones (94%), así como proyectos generales en el sector agua y saneamiento (2%) en la ciudad de Buenos Aires, mediante la protección de la infraestructura vital para la ciudad y la introducción de la gestión de riesgos en el programa de inversiones del gobierno. El segunda préstamo de 60 millones de dólares ha sido aprobado el 6 de junio de 2006. El Programa está ejecutado por la Secretaría de Finanzas de la Nación.

## Otras fuentes
- Sarah Botton:Privatisation des services urbains et desserte des quartiers défavorisés:Une responsabilité sociale et partagée. Le cas des services d'eau et d'assainissement, d'electricité et des télécommunications dans les quartiers 'carenciados' de l'agglomération de Buenos Aires de 1991 à 2004, Thèse en Sociologie, Université de Marne-La-Vallée, 2005
- Veronica Smink, BBC Mundo, Argentina: ¿Por qué gastan tanta agua en Buenos Aires?, 21 de enero de 2011